# がんじがらめ
『がんじがらめ』は、1975年2月1日から同年4月26日までフジテレビ系列で土曜21:00 - 21:55（日本標準時）に全13回が放送されたテレビ西日本制作のテレビドラマである。

## 概要
フジテレビ系列局の全国ネット番組としては異例のテレビ西日本制作の連続テレビドラマ。原作は「週刊現代」で連載された花登筺執筆の小説『社長殿、課長御辞退申し上候』であり、花登は本作の脚本や演出も手掛けた。
商社『シルバー商事』が舞台のサラリーマン喜劇。出世街道を進んでいたエリートサラリーマンがつまずき転んで社会のしがらみにがんじがらめになっていくという姿を描いた。
本作をもって、前作『女の気持』から7か月続いた放送枠名が設定されていない連続テレビドラマ放送枠は終了。本作放送終了後のフジテレビ系列土曜21時台は、1975年3月末まで土曜22時台で放送された『土曜劇場』が移動し、1975年5月3日 から『赤ちゃんがいっぱい』が開始された。

## 出演者
- 上原（黒田）美沙：香山美子
- 西条昭也：山口崇
- 務田専務：小沢栄太郎
- 川上昇一（社長）：髙田次郎
- 弥生：曽我町子
- 黒田剛造：石井均
- 平塚総務課長：谷幹一
- 平塚夫人：桜京美
- 務田佳代子：田口真美
- 蝶子：清川虹子
- 川上鮒右衛門（昇一の父）：進藤英太郎
- 上田常務：神田隆 → 天田俊明（第9話・1975年3月29日から）
- 敬子（美沙の友人のホステス）：春川ますみ
- 節子：西川ひかる
- スナック「とまり木」のママ：安芸秀子
- 矢野宣
- 江幡高志
- ほか[2]

### ゲスト
- 丹波哲郎（第2話・1975年2月8日）
- 掃除のおばさん：中村玉緒（第3話・1975年2月15日）
- 曽我廼家明蝶（第4話・1975年2月22日）
- 北島三郎（第4話・1975年2月22日）
- 三鬼陽之助（第4話・1975年2月22日）
- 露木茂（第4話・1975年2月22日）
- 辰巳柳太郎（第5話・1975年3月1日）
- 新聞記者：毒蝮三太夫（第6話・1975年3月8日）
- 藤間紫（第9話・1975年3月29日）
- 南田洋子（第12話・1975年4月19日）
- 樫山純三（第12話・1975年4月19日）

## スタッフ
- 原作：花登筺（「週刊現代」連載「社長殿、課長御辞退申し上候」）
- 脚本：花登筺
- 演出：花登筺、山本治
- 制作：テレビ西日本[3]